# Ostriveț, Horodenka
Ostriveț (în ucraineană Острівець) este localitatea de reședință a comunei Ostriveț din raionul Horodenka, regiunea Ivano-Frankivsk, Ucraina.

## Demografie
Componența lingvistică a localității Ostriveț
     Ucraineană (100%)
Conform recensământului din 2001, toată populația localității Ostriveț era vorbitoare de ucraineană (100%).